# 마루문학
『마루문학』은 1990년 창간호를 필두로 지역 문학과 지역 문화의 다양성과 자율성을 담아내는 시대의 흐름과 함께 해 지역사회, 향토사, 인문학의 정체성 회복에 노력하는 사천시 동인지였다 <마루>는 머리와 그 뿌리를 같이하는 우리말이다. 또한 삼천포의 옛 이름인 말문리(末文里)라는 뜻이기도 하다 안태본은 아니지만, 2010년 『문학사상』으로 등단한 안채영 시인이 통권 37호부터 회장직을 맡음으로 통권 41호부터 발행인으로 계간지의 출범을 알렸다.